# Аксу, Мехмет
Мехмет Аксу (тур. Mehmet Aksu; род. 11 января 1980, Стамбул) — турецкий футболист, играл на позициях полузащитника и нападающего.

## Клубная карьера
Воспитанник футбольной школы «Галатасарая», с которым и подписал первый профессиональный контракт, однако за клуб из Стамбула так и не выступал, скитаясь по арендам, среди которых «Бейкозспор», «Бакыркёйспор» и «Малатьяспор». В 2001 году перебрался в «Бешикташ», однако за клуб провёл лишь 1 матч в чемпионате Турции, и был отправлен в аренду сначала в «Каршияку», а потом и в «Антальяспор». В конце июля 2003 года перебрался в российский клуб «Ростов», за который в российской Премьер-Лиге дебютировал 17 августа того же года в домашнем матче 21-го тура против московского «Локомотива», выйдя на замену на 35-й минуте матча вместо Рован Хендрикса и будучи заменённым на 75-й минуте встречи на Александра Алхазова. В феврале 2004 года «Ростов» решил отказаться от услуг Аксу. В том же году Мехмет перешёл в казахстанский «Женис», после чего вернулся в Турцию, где играл за «Истанбулспор», «Эюпспор» и «Аданаспор». В сезоне 2007/2008 играл за «Тепеджикспор». Завершал профессиональную карьеру в клубе «Доган Тюрк Бирлиги» из ТРСК.